# Magelhaense Compagnie - Amsterdam

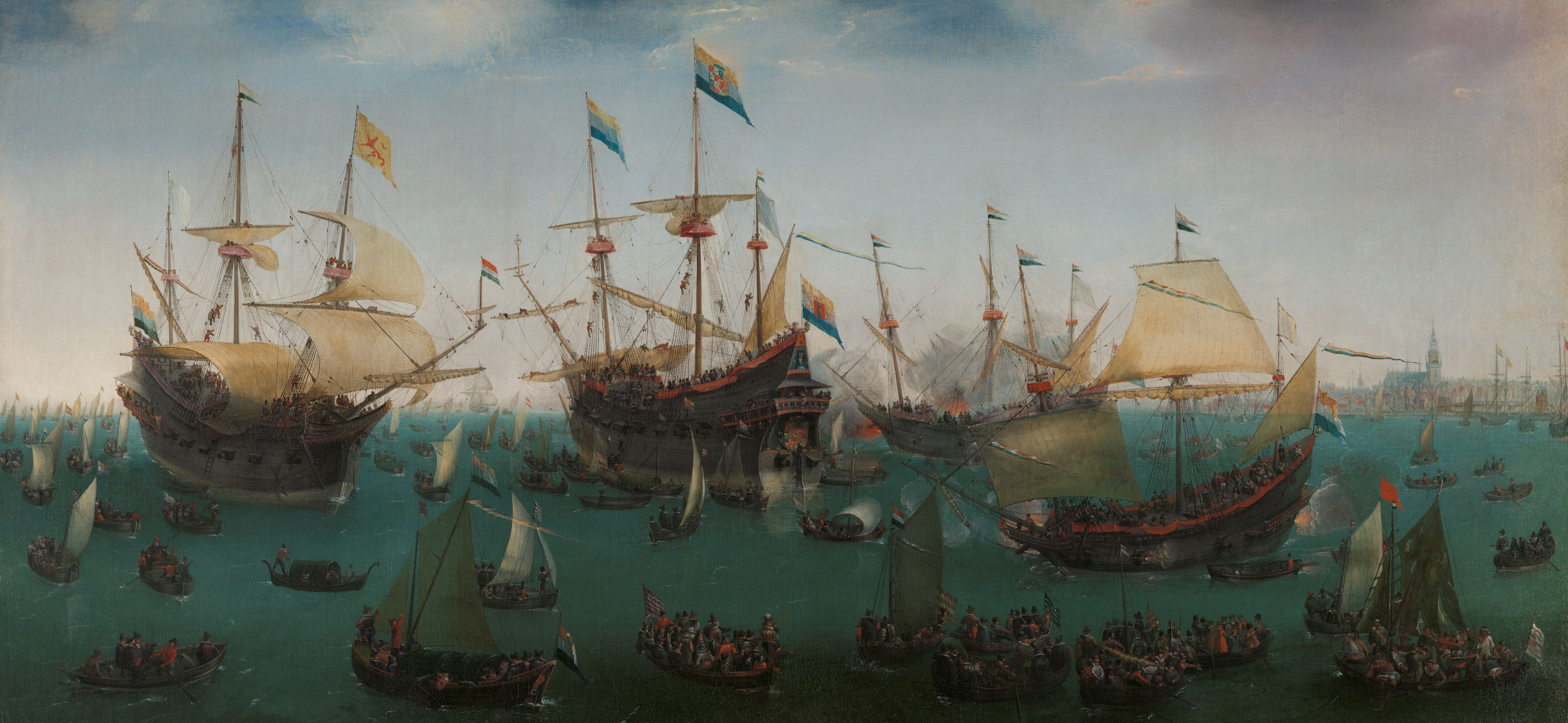
Terugkeer van de tweede Azië-expeditie van Jacob van Neck in 1599 door Cornelis Vroom (ca. 1591-1661)

De Magelhaense Compagnie - Amsterdam - was een voorcompagnie van de Republiek der Zeven Verenigde Nederlanden. Deze werd opgericht in 1598. De reders waren Huyg Gerritsz van der Buis, Jan Bennink, Pieter van Bevere in Rotterdam en de gebroeders Coekebacker uit Amsterdam.

## Reis om de wereld
De expeditie vertrok met 250 bemanningsleden op 13 september 1598 onder leiding van admiraal Olivier van Noort en bestond uit de schepen Hendrik Frederik (uit Amsterdam), Hoop (uit Amsterdam), Mauritius (uit Rotterdam) en Eendracht (uit Rotterdam). Men wilde de route rond Zuid-Amerika verkennen, Spaanse schepen kapen, porselein kopen in China en specerijen in de Molukken.

### Muiterij

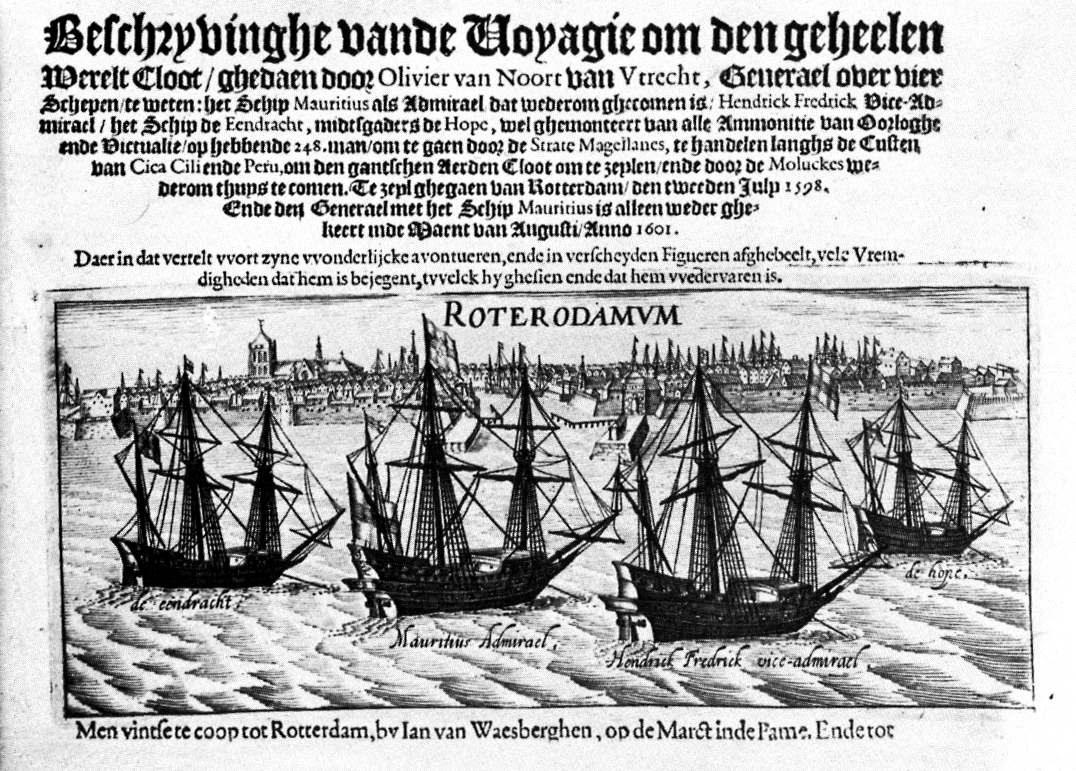
Beschryvinghe van de Voyagie om den geheelen Werelt Cloot door Olivier van Noort

Ook deze expeditie zou via Straat Magellaan gaan, zoals de expeditie van de Magelhaensche Compagnie (Rotterdamse Compagnie) eerder in datzelfde jaar. Al snel breekt er onrust uit op een van de schepen, zeven bemanningsleden muiten en verlaten hun schip met twee sloepen. De vloot volgde de westkust van Afrika en bereikte in december het eiland Principe ten westen van Gabon, er volgen schermutselingen met Portugese concurrenten. Op 9 maart 1599 bereikten ze Rio de Janeiro waar ze opnieuw in gevecht raakten met Portugezen. In een zware storm werden ze in noordoostelijke richting teruggeslagen en landden ze uiteindelijk op Trindade, een kale rots in de Atlantische Oceaan waar ze alleen wat meeuwen konden vangen. Juni 1599 deden ze het eiland St. Clara voor de Braziliaanse kust aan waar het jacht de Eendracht in brand werd gestoken omdat dit niet meer zeewaardig was. Op het eiland vond men voldoende fruit om de bemanning van de scheurbuik te verlossen.
Na een reis met slecht weer bereikten ze op 20 september Porto Desire. Daar herdoopten ze de Hoop in Eendracht, de naam van het schip dat op St. Clara verlaten was. Ze verbleven hier ruim een maand om te verversen, maar ze verloren er ook drie bemanningsleden in gevechten met de inboorlingen. Op 4 november bereikte de vloot onder slechte weersomstandigheden Straat Magellaan. Na enkele pogingen lukte het de zeestraat in te zeilen. Ze ontmoetten er Sebald de Weert met het schip Geloof uit de vloot van admiraal Jacques Mahu. Sebald de Weert was door gebrek aan manschappen en het slechte weer het contact met de vloot kwijtgeraakt en verbleef al vijf maanden in de Straat Magellaan. Een poging om zich aan te sluiten bij schepen van Olivier van Noort mislukte en hij zeilde uiteindelijk terug naar Holland.
Jakob Klaasz. van Ilpendam (vice-admiraal) werd op 17 januari 1600 in de Straat Magellaan schuldig bevonden aan insubordinatie en achtergelaten. Wat er van hem geworden is, is onbekend.

### Straat Magellaan
Onder slechte weersomstandigheden doorkruiste de vloot de Straat Magellaan en pas eind februari bereikten de boten de Stille Oceaan. Van de oorspronkelijke 248-koppige bemanning waren er nu nog 147 over. Hier verloor Olivier van Noort het contact met de Hendrik Frederik. Tot 12 maart wachtten de Mauritius en de Eendracht tevergeefs op het schip, maar zeilden daarna noordwaarts naar het eiland Mocha voor de kust van Chili, waar ze foerageerden.

### Oversteek van de Stille Oceaan
De Hendrik Frederik zou op eigen kracht de Stille Oceaan oversteken en uiteindelijk in februari 1601 stranden op de kust van Ternate.
Van Mocha zeilden de Mauritius en Eendracht verder naar het noorden, op verscheidene plaatsen in gevecht rakende met Spaanse schepen. In april 1600 bereikten de twee schepen Lima. Daarna zetten ze koers naar het westen en kwamen in september bij de Marianen-archipel aan (destijds de Ladrones geheten), om vervolgens koers te zetten naar de Filipijnen. Op weg naar de Straat van Manilla geraakten ze in een zo hevige storm dat masten en zeilen verloren gingen.
Daar aangekomen op 16 november blokkeerden de schepen de Manillabaai in de hoop een arriverend Manillagaljoen of handelsschip uit China te veroveren. De Spanjaarden in de Filipijnen brachten in allerijl twee schepen in gereedheid om slag te leveren met de Hollanders. Op 14 december voeren de twee schepen onder leiding van Antonio de Morga naar de schepen van Van Noort en vielen aan. Hierbij ging de Eendracht verloren aan de Spanjaarden. Op het enig overgebleven schip, de Mauritius, zette men met nog maar 35 man koers naar Borneo. Na een verblijf van 10 dagen verlieten ze Borneo en koersten naar Bantam.

### Tocht huiswaarts
Op 29 januari 1601 bereikten ze Djaratan op Java. 6 dagen later vertrokken ze weer, op weg naar Kaap de Goede Hoop. Op 3 mei rondden ze de Kaap en zetten koers naar St. Helena, waar ze verversten.
Het was de eerste reis om de wereld door een Nederlandse expeditie. Drie van de vier schepen zijn vergaan. Op 26 augustus 1601 kwam de expeditie na een reis van bijna drie jaar met de resterende 45 bemanningsleden terug in de haven van Rotterdam aan.